# Cool Blue
Pour les articles homonymes, voir Coolblue.
Pour plus de détails, voir Fiche technique et Distribution.
Cool Blue est une comédie romantique américaine réalisée par Mark Mullin et Richard Shepard et sortie en 1989.

## Fiche technique
- Titre original : Cool Blue
- Réalisation : Mark Mullin et Richard Shepard
- Scénario : Mark Mullin et Richard Shepard
- Musique : Joe Manolakakis
- Décors : Frank Novak
- Costumes : Patricia Elias
- Photographie : David Sperling
- Montage : Robin Katz et Ed Rothkowitz
- Production : Patricia Foulkrod
  - Coproducteur : Zan Eisley et Cassian Elwes (en)
  - Producteur associé : Frances Fleming et Ed Rothkowitz
- Sociétés de production : Cinema Corporation of America et Smoking Gun Productions
- Société de distribution : 20th Century Studios Home Entertainment et Epic Productions
- Pays de production :  États-Unis
- Langue originale : anglais
- Format : couleur — 2,35:1
- Genre : Comédie romantique
- Durée : 90 minutes
- Dates de sortie :
  - Grèce : septembre 1989
  - États-Unis : 27 février 1990
  - Royaume-Uni : 19 juin 1991
  - Australie : octobre 1991

## Distribution
- Woody Harrelson : Dustin
- Hank Azaria : Buzz
- Ely Pouget : Christiane
- Paul Lussier : Paul
- Phillip Brock : Bruce
- Judie Aronson : Cathy
- Christopher McDonald : Peter Sin
- Gloria LeRoy : Ida
- Karen Haber : Sascha
- Jonathan Chapin : Les
- Cindy Guyer : la fille dans la galerie
- John Diehl : Clayton
- Julie Friedman
- Sean Penn : Phil le plombier